# 충암초등학교
충암초등학교(冲岩初等學校)는 대한민국 서울특별시 은평구 응암동에 있는 사립 초등학교이다.

## 학교 연혁
- 1965년 2월 1일 : 설립자 이인관 (교육인) 선생 학교법인 충암학원 설립 착수
- 1966년 3월 3일 : 충암초등학교 개교, 초대교장 이인관 선생 취임
- 1968년 9월 1일 : 충암초등학교 교사 4층 540평 증축으로 총건평 960평
- 1970년 10월 5일 : 설립자 이인관 (교육인) 서거
- 1972년 11월 9일 : 설립자 고 이인관 (교육인) 선생 동상 제막
- 1980년 9월 22일 : 체육관 겸 강당 총 219평 준공
- 1993년 6월 15일 : 충암학원 프로바둑기사 100단 돌파 기념식
- 1996년 10월 31일 : 충암 30년사 발간
- 2003년 7월 14일 : 충암학원 프로바둑기사 300단 돌파기념식
- 2006년 11월 20일 : 2006학년도 전국해법수학학력평가 최우수학교 선정
- 2008년 5월 13일 : 충암학원 프로바둑기사 500단 돌파 기념식
- 2008년 10월 1일 : 충암초등학교 어린이도서실 〈책나무 꿈세상〉 개관
- 2008년 11월 16일 : 2008학년도 전국해법수학학력평가 최우수학교 선정
- 2009년 5월 19일 : 2009학년도 전국해법수학학력평가 최우수학교 선정
- 2009년 9월 1일 : 영어전용교실 개관
- 2010년 5월 24일 : 2010학년도 전국해법수학학력평가 최우수학교 선정
- 2011년 5월 22일 : 2011학년도 전국해법수학학력평가 최우수학교 선정
- 2012년 5월 19일 : 2012학년도 전국해법수학학력평가 최우수학교 선정
- 2013년 5월 27일 : 2013학년도 전국해법수학학력평가 최우수학교 선정
- 2014년 3월 6일 : 인조잔디구장 개장
- 2014년 8월 30일 : 제13회 대한민국 독서토론 논술대회 대상 수상
- 2014년 10월 2일 : 2014학년도 전국NIE대회 최우수학교 수상(한국신문협회)
- 2015년 5월 16일 : 전국해법수학학력평가 최우수학교 10년 연속 선정
- 2015년 10월 31일 : 제14회 대한민국 독서토론 논술대회 최우수 학교상
- 2015년 12월 26일 : 2016학년도 융합영재교육 고려대학교 파트너학교 선정
- 2016년 6월 8일 : 2016학년도 전국해법수학학력평가 최우수학교 선정
- 2017년 3월 1일 : 소프트웨어교육 2017선도학교 선정(2년차)
- 2017년 3월 1일 : 언론진흥재단 NIE 2017 미디어교육 지원 학교 선정
- 2017년 3월 2일 : 중국어교육 도입
- 2017년 3월 2일 : 영어온라인독서시스템 구축
- 2017년 6월 23일 : 전국해법수학학력평가 최우수학교 선정 (11년 연속)
- 2017년 8월 26일 : 제16회 대한민국 독서토론 논술대회 대상 수상
- 2017년 10월 1일 : 엘리베이터 설치 및 화장실 신축 완공
- 2018년 2월 12일 : 제50회 졸업식 거행
- 2018년 3월 1일 : 창의융합실, 토론실, 스마트실 개관
- 2018년 5월 1일 : 제16회 거북이 마라톤 대회
- 2018년 5월 25일 : 충암 어린이 일일 창업 한마당
- 2018년 8월 30일 : 제17회 대한민국 독서토론 논술대회 대상 및 최우수 학교상 수상
- 2018년 10월 17일 : 디지털교과서 선도학교 선정
- 2018년 11월 1일 : 펜싱교육 도입
- 2018년 11월 16일 : 제1회 충암 동아리 한마당 축제, '충암 지혜의 숲' 도서관 개관
- 2019년 1월 11일 : 제51회 졸업식
- 2019년 5월 10일 : 제2회 창업한마당
- 2019년 6월 13일 : 제52회 충암피아노제
- 2026년 3월 3일 : 개교 60주년

## 참고 자료
- 충암초등학교 - 한국교육학술정보원 학교알리미